# Szent János-patak
A Szent János-patak a Visegrádi-hegység északkeleti részének egyik patakja, a Pest vármegyei Dunabogdány közigazgatási területén, annak délkeleti részén. A patak az 572 méter magas Őr-hegy lábánál ered, a csúcstól északkeleti irányban letörő nagy völgyben, mintegy 270 méteres tengerszint feletti magasságban. Elhalad a 436 méteres Nagy-Homlóc tömbje mellett, azt délkeleti irányban harántolva, ezután elfolyik a tőle délre emelkedő, 275 méteres Róka-hegy és az északabbra magasodó, 279 méteres Csódi-hegy között, majd többé-kevésbé keleti irányban haladva, a 11-es főúttól nem messze összefolyik a Kalicsa-patakkal.
A találkozási ponttól a vízfolyás néhány száz méteren át keleti irányban halad, majd közvetlenül azelőtt, hogy az erre közlekedő Volánbusz-járatok (880, 882, 883, 884, 889) Váradok nevű megállóhelye közelében keresztezné a 11-es főutat, kelet-délkeleti irányba fordul. Ebben az irányban folyik tovább körülbelül egy kilométeren keresztül – itt egy rövid szakaszon érinti Tahitótfalu közigazgatási területét is és a két település természetes határát képezi –, majd eléri a Szentendrei-Dunát.
A történelmi időkben a patak dunai torkolata közelében terülhetett el a római limes részét képező, Castrum Cirpi nevű erőd és a hozzá tartozó város. Ennek valószínűleg jelentős romjai maradtak meg a későbbi évszázadokra is, ennek köszönhetően kaphatta nevét a középkorban itt elterült Várad nevű falu. Az 1560-as években e település elpusztult, nevét a Váradok dűlőnév őrzi; az ókori erődítmény romjai ugyanakkor még ma is felismerhetők a helyszínen, a romterület helyi elnevezése Bolhavár vagy Pusztatemplom.
Több turistatérkép a Kalicsa-patakkal való összefolyásig Csódi-patak néven tünteti fel, míg a szűk két kilométernyi közös szakaszt Ásvány-patak néven említi.

## Part menti település
- Dunabogdány
- Tahitótfalu